# Neoncicola bursata
Neoncicola bursata är en hakmaskart som först beskrevs av Meyer 1931.  Neoncicola bursata ingår i släktet Neoncicola och familjen Oligacanthorhynchidae. Inga underarter finns listade i Catalogue of Life.